# AGV (azienda)
AGV è un produttore di caschi da moto italiano, attivo negli sport motociclistici. È stato fondato nel 1947 da Gino Amisano e dal 2014 è di proprietà di Investcorp.

## Prodotti
AGV produce un’ampia gamma di caschi da moto, fra cui caschi integrali racing, sportivi, da touring e fuoristrada, caschi modulari, caschi jet da città e da cruiser, utilizzando vari materiali fra cui la fibra di carbonio, fibra aramidica, fibra di vetro e termoplastiche.
I caschi attuali sono sviluppati attraverso un approccio tecnico e costruttivo integrato chiamato AGV Extreme Safety protocol.

## Storia

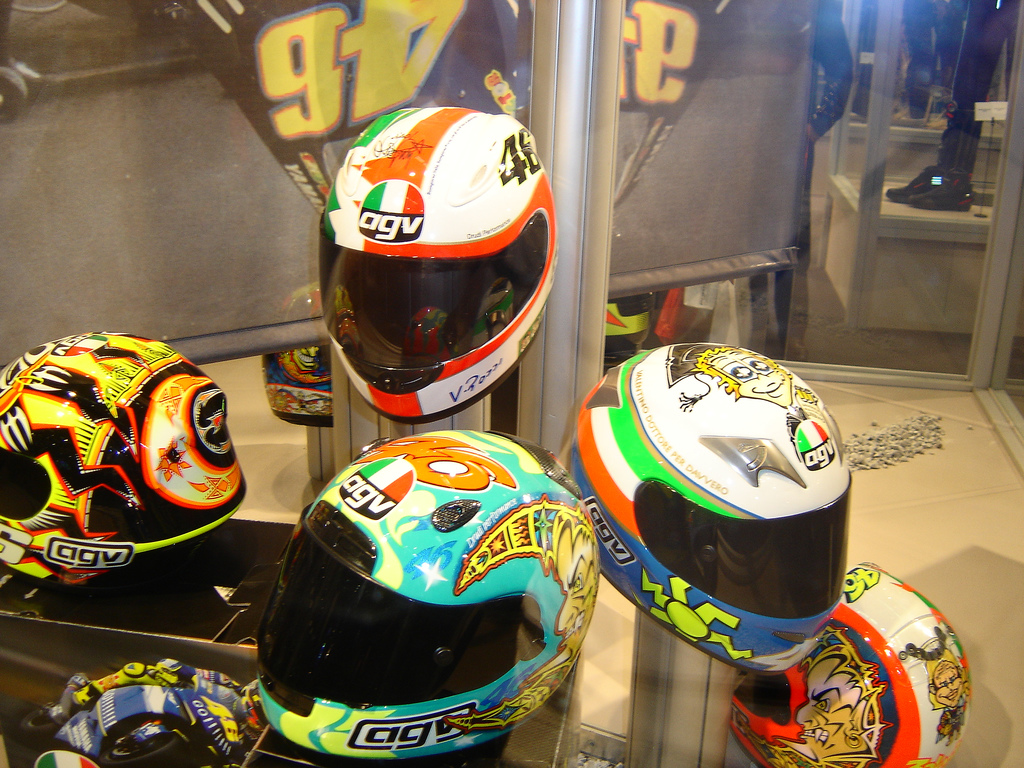
Caschi AGV di Valentino Rossi

AGV è stata fondata nel 1947 da Gino Amisano (1921-2009). Il nome dell’azienda deriva dalle iniziali del fondatore e da Valenza, la città dove era inizialmente stanziata la sua sede; il logo rappresenta le sue iniziali all'interno della sagoma di un casco da moto con i colori della bandiera italiana.
Inizialmente produceva sedili in pelle e selle da moto, integrando la sua produzione solo l'anno successivo con caschi da moto in pelle. La produzione di caschi divenne primaria con l'inizio della produzione di caschi in fibra di vetro nel 1954. Da quel momento il marchio cominciò a stipulare contratti di sponsorizzazione con piloti professionisti come Kenny Roberts, Barry Sheene, Johnny Cecotto, Steve Baker, Ángel Nieto, Giacomo Agostini, Marco Simoncelli e Valentino Rossi.
Nel 1958 iniziò ad affiggere cartelloni pubblicitari attorno alle curve più fotografate dei circuiti motociclistici. Un primo esempio di pubblicità indiretta nei film fu in Amanti (1968) di Vittorio De Sica.
Nei primi anni settanta cominciò a sponsorizzare piloti di Formula 1, fra cui Niki Lauda, Emerson Fittipaldi, Keke Rosberg, e Nelson Piquet.
Nel luglio del 2007 è stata acquisita dal marchio italiano di abbigliamento e attrezzature sportive Dainese; quest'ultima a sua volta è stata acquistata dal fondo del Bahrein Investcorp per €130 milioni nel 2014. Nel 2017 AGV ha commercializzato il suo primo casco modulare completamente in carbonio.

## Ricerca ed innovazioni
- 1954 — Primo casco italiano in fibra di vetro[5]
- 1956 — Primo casco protettivo jet[5]
- 1958 — Prima azienda ad adottare le affissioni pubblicitarie a bordo pista[5]
- 1967 — Primo casco integrale italiano[5]
- 1977 — AGV sponsorizza la prima Clinica Mobile[5]
- 2012 — Inizia la vendita dei primi caschi sviluppati con il protocollo AGV Extreme Safety
- 2017 — Entra in commercio AGV Sportmodular, il primo casco modulare sportivo in carbonio[8].